# Моррисон, Александр (историк)
Александр Стивен Моррисон (англ. Alexander Stephen Morrison; род. 1978, Великобритания) — британский историк, специалист по истории российского колониализма в Центральной Азии, профессор Назарбаев Университета (2014—2017), преподаватель Ливерпульского (2007—2013) и Оксфордского (2017—н. в.) университетов.

## Биография
Родился в 1978 году в Гааге, Нидерланды. В 1997—2000 годах обучался современной истории в Ориел-колледже Оксфордского университета, в 2000—2007 годах являлся членом (англ. Prize Fellow) Колледжа всех душ Оксфордского университета. В 2005 году защитил диссертацию «Российское господство в Самарканде в 1868—1910 годах. Сравнение с Британской Индией» (англ. Russian Rule in Samarkand 1868-1910. A Comparison with British India) в Оксфордском университете.
В 2007—2013 годах являлся преподавателем имперской истории (англ. Lecturer in Imperial History) в Ливерпульском университете. В 2014—2017 года являлся профессором Назарбаев Университета. С 2017 года является преподавателем истории (Fellow and Tutor in History) в Новом колледже Оксфордского университета.
Владеет французским, русским, персидским и хинди.

## Научная деятельность
Область научных интересов — российская военная история, российский колониализм и история Центральной Азии. Занимается исследованиями истории российского колониализма в Центральной Азии, в том числе его сравнения с британским колониализмом.
В 2011 году стал членом (англ. Fellow) Королевского исторического общества. В 2011—2013 годах являлся президентом Европейского общества по изучению Центральной Азии (англ. European Society for Central Asian Studies). С 2014 года является заместителем редактора научного журнала Central Asian Survey. 
Книги:
- Alexander Morrison. Russian Rule in Samarkand 1868-1910. A Comparison with British India (англ.). — Oxford: Oxford University Press, 2008. — 400 p. — (Oxford Historical Monographs). — ISBN 9780199547371.
- Alexander Morrison. The Russian Conquest of Central Asia. A Study in Imperial Expansion 1814–1914 (англ.). — Cambridge: Cambridge University Press, 2020. — 640 p. — ISBN 9781107030305.

## Награды
- Премия Филипа Леверхульма[англ.] (2012)[3]